# Bataille de Djenné
 (mars 2021).
Si vous disposez d'ouvrages ou d'articles de référence ou si vous connaissez des sites web de qualité traitant du thème abordé ici, merci de compléter l'article en donnant les références utiles à sa vérifiabilité et en les liant à la section « Notes et références ».
La bataille de Djenné opposa les forces de l'empire du Mali et le Pachalik marocain de Tombouctou.

## Contexte
Tout au long des XVe et XVIe siècles, l'empire du Mali, était en déclin. L'ensemble de ses territoires étaient devenus des États indépendants. En 1591, l'Empire Songhaï, fut vaincu à la bataille de Tondibi par une force expéditionnaire de la dynastie des Saadiens, le  Songhaï a été repoussé vers l'est à travers le Niger, le souverain du Mali Mansa Mahmud IV a voulu reconstruire son empire. La première étape de ce grand plan était de s'emparer de la précieuse ville de Djenné, qui contrôlait le commerce à l'intérieur des terres le long de la vallée du Niger.